# Temporada da NFL de 2005
A Temporada de 2005 da NFL foi a 86ª temporada regular do futebol americano da liga profissional dos Estados Unidos, a NFL. Com o New England Patriots como atuais campeões, a temporada regular foi disputada entre 8 de setembro de 2005 até 1 de janeiro de 2006. Esta temporada também foi a primeiro com um jogo de temporada regular sendo disputado fora dos Estados Unidos, e o New Orleans Saints sendo forçado a jogar em outro estádio devido aos danos causados no Superdome e em toda a área de Nova Orleães pelo Furacão Katrina.
Os playoffs da temporada de 2005 começou em 7 de janeiro. O New England foi eliminado logo no primeiro jogo do Playoff de Divisão, e eventualmente o título seria conquistado pelo Pittsburgh Steelers, que derrotou o Seattle Seahawks por 21 a 10 no Super Bowl XL, no Ford Field em Detroit, Michigan em 5 de fevereiro de 2006. Este foi o quinto título dos Steelers.
A temporada terminou no tradicional Pro Bowl, o All-star game da liga, no Aloha Stadium em Honolulu, Havai em 12 de fevereiro.

## Efeitos do Furacão Katrina

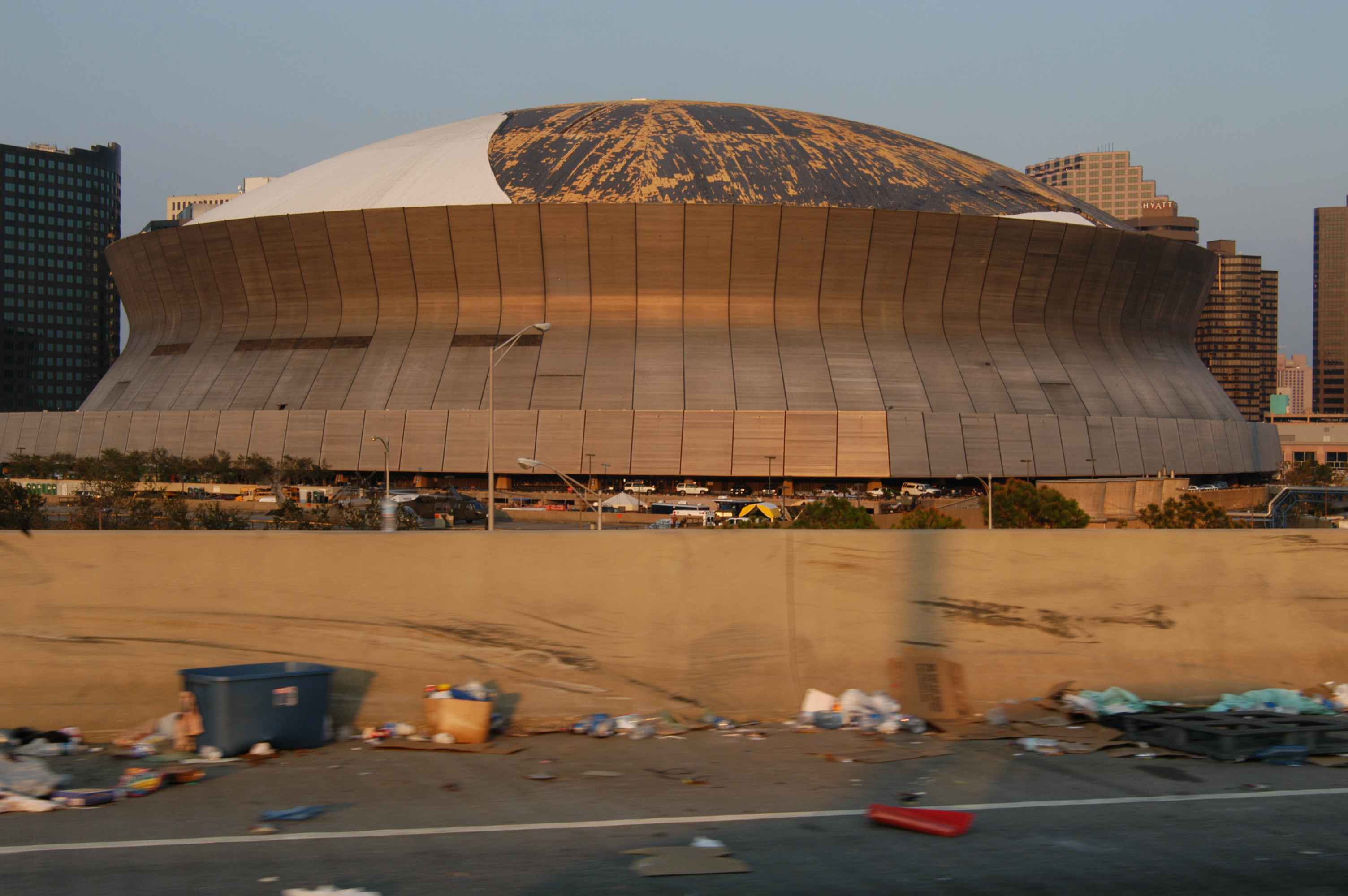
O Louisiana Superdome não foi a casa New Orleans Saints durante a temporada de 2005, devido aos danos vistos aqui nesta foto.

Devido aos danos no Louisiana Superdome e nos subúrbios de New Orleans causados pelo furacão Katrina, o New Orleans Saints foi forçado a jogar a temporada de 2005 inteira fora de casa jogando em vários estádios enquanto o Saints se mudaram para San Antonio, Texas. O primeiro jogo do Saints que seria disputado em sua casa em 18 de setembro contra o New York Giants foi mudado para o Giants Stadium e para 19 de setembro (que o N.Y. Giants acabou vencendo por 27-10). O Monday Night Football, que foi remarcado, entre o Washington Redskins e o Dallas Cowboys, em Dallas, foi um sucesso de público, enquanto o Monday Night Football passou a fazer parte permanente da grade de programação da ESPN.
A última vez que a NFL foi obrigada a mudar o calendário de um time que deveria jogar em casa tinha sido em 2002, quando o Chicago Bears jogou uma temporada em Champaign, Illinois, devido as obras que estavam sendo realizadas no Soldier Field. E o último time da NFL que foi forçado a abandonar a sua cidade foi o Dallas Texans de 1952, depois que a franquia registrou públicos mediocres no estádio Cotton Bowl. Eles jogaram seu último jogo em "casa" no Rubber Bowl em Akron, Ohio, contra o Bears no Thanksgiving Day; o Texans venceu o Bears por 27 a 23, com um público estimado em 3 mil pagantes, sendo esta a única vitória do time na temporada.

## Classificação da temporada regular
V = Vitórias, D = Derrotas, E = Empates, PCT = Percentual de vitórias, PF= Pontos Feitos, PS = Pontos sofridos
Nota: Times de verde são os que asseguraram vaga nos playoffs
| AFC East                 |    |    |   |      |     |     |
| Time                     | V  | D  | E | PCT  | PF  | PS  |
| (4) New England Patriots | 10 | 6  | 0 | .625 | 379 | 338 |
| Miami Dolphins           | 9  | 7  | 0 | .562 | 318 | 317 |
| Buffalo Bills            | 5  | 11 | 0 | .312 | 271 | 367 |
| New York Jets            | 4  | 12 | 0 | .250 | 240 | 355 |
| AFC North                |    |    |   |      |     |     |
| Time                     | V  | D  | E | PCT  | PF  | PS  |
| (3) Cincinnati Bengals   | 11 | 5  | 0 | .688 | 421 | 350 |
| (6) Pittsburgh Steelers  | 11 | 5  | 0 | .688 | 389 | 258 |
| Baltimore Ravens         | 6  | 10 | 0 | .375 | 265 | 299 |
| Cleveland Browns         | 6  | 10 | 0 | .375 | 232 | 301 |
| AFC South                |    |    |   |      |     |     |
| Time                     | V  | D  | E | PCT  | PF  | PS  |
| (1) Indianapolis Colts   | 14 | 2  | 0 | .875 | 439 | 247 |
| (5) Jacksonville Jaguars | 12 | 4  | 0 | .750 | 361 | 269 |
| Tennessee Titans         | 4  | 12 | 0 | .250 | 299 | 421 |
| Houston Texans           | 2  | 14 | 0 | .125 | 260 | 431 |
| AFC West                 |    |    |   |      |     |     |
| Time                     | V  | D  | E | PCT  | PF  | PS  |
| (2) Denver Broncos       | 13 | 3  | 0 | .812 | 395 | 258 |
| Kansas City Chiefs       | 10 | 6  | 0 | .625 | 403 | 325 |
| San Diego Chargers       | 9  | 7  | 0 | .562 | 418 | 312 |
| Oakland Raiders          | 4  | 12 | 0 | .250 | 290 | 383 |

| NFC East                 |    |    |   |      |     |     |
| Time                     | V  | D  | E | PCT  | PF  | PS  |
| (4) New York Giants      | 11 | 5  | 0 | .688 | 422 | 314 |
| (6) Washington Redskins  | 10 | 6  | 0 | .625 | 359 | 293 |
| Dallas Cowboys           | 9  | 7  | 0 | .562 | 325 | 308 |
| Philadelphia Eagles      | 6  | 10 | 0 | .375 | 310 | 388 |
| NFC North                |    |    |   |      |     |     |
| Time                     | V  | D  | E | PCT  | PF  | PS  |
| (2) Chicago Bears        | 11 | 5  | 0 | .688 | 260 | 202 |
| Minnesota Vikings        | 9  | 7  | 0 | .562 | 306 | 344 |
| Detroit Lions            | 5  | 11 | 0 | .312 | 254 | 345 |
| Green Bay Packers        | 4  | 12 | 0 | .250 | 298 | 344 |
| NFC South                |    |    |   |      |     |     |
| Time                     | V  | D  | E | PCT  | PF  | PS  |
| (3) Tampa Bay Buccaneers | 11 | 5  | 0 | .688 | 300 | 274 |
| (5) Carolina Panthers    | 11 | 5  | 0 | .688 | 391 | 259 |
| Atlanta Falcons          | 8  | 8  | 0 | .500 | 351 | 341 |
| New Orleans Saints       | 3  | 13 | 0 | .188 | 235 | 398 |
| NFC West                 |    |    |   |      |     |     |
| Time                     | V  | D  | E | PCT  | PF  | PS  |
| (1) Seattle Seahawks     | 13 | 3  | 0 | .812 | 452 | 271 |
| St. Louis Rams           | 6  | 10 | 0 | .375 | 363 | 429 |
| Arizona Cardinals        | 5  | 11 | 0 | .312 | 311 | 387 |
| San Francisco 49ers      | 4  | 12 | 0 | .250 | 239 | 428 |

Desempate
- Cincinnati terminou na frente de Pittsburgh na AFC North baseado numa melhor performance dentro da divisão (5-1 contra 4-2).

- Baltimore terminou na frente de Cleveland na AFC North baseado numa melhor performance dentro da divisão (2-4 contra 1-5).

- Tampa Bay terminou na frente de Carolina na NFC South baseado numa melhor performance dentro da divisão (5-1 contra 4-2).

- Chicago terminou na segunda posição na NFC ao invés de Tampa Bay ou de N.Y. Giants baseado numa melhor performance dentro da conferência (10-2 contra 9-3 do Buccaneers e 8-4 do Giants).

## Playoffs
|  |                                      |                                      |                                      |                |                |                               |                                            |                               |                             |                             |                             |                                            |                                            |                                            |  |  |  |  |
|  | 8 de janeiro - Giants Stadium        | 8 de janeiro - Giants Stadium        | 8 de janeiro - Giants Stadium        |                |                | 15 de janeiro - Soldier Field | 15 de janeiro - Soldier Field              | 15 de janeiro - Soldier Field |                             |                             |                             |                                            |                                            |                                            |  |  |  |  |
|  | 8 de janeiro - Giants Stadium        | 8 de janeiro - Giants Stadium        | 8 de janeiro - Giants Stadium        |                |                | 15 de janeiro - Soldier Field | 15 de janeiro - Soldier Field              | 15 de janeiro - Soldier Field |                             |                             |                             |                                            |                                            |                                            |  |  |  |  |
|  | 8 de janeiro - Giants Stadium        | 8 de janeiro - Giants Stadium        | 8 de janeiro - Giants Stadium        |                |                | 15 de janeiro - Soldier Field | 15 de janeiro - Soldier Field              | 15 de janeiro - Soldier Field |                             |                             |                             |                                            |                                            |                                            |  |  |  |  |
|  | 8 de janeiro - Giants Stadium        | 8 de janeiro - Giants Stadium        | 8 de janeiro - Giants Stadium        |                |                | 15 de janeiro - Soldier Field | 15 de janeiro - Soldier Field              | 15 de janeiro - Soldier Field |                             |                             |                             |                                            |                                            |                                            |  |  |  |  |
|  | 5                                    | Carolina                             | 23                                   |                |                | 15 de janeiro - Soldier Field | 15 de janeiro - Soldier Field              | 15 de janeiro - Soldier Field |                             |                             |                             |                                            |                                            |                                            |  |  |  |  |
|  | 5                                    | Carolina                             | 23                                   | 5              | Carolina       | 29                            |                                            |                               |                             |                             |                             |                                            |                                            |                                            |  |  |  |  |
|  | 4                                    | N.Y. Giants                          | 0                                    | 5              | Carolina       | 29                            |                                            |                               | 22 de janeiro - Qwest Field | 22 de janeiro - Qwest Field | 22 de janeiro - Qwest Field |                                            |                                            |                                            |  |  |  |  |
|  | 4                                    | N.Y. Giants                          | 0                                    | 2              | Chicago        | 21                            |                                            |                               | 22 de janeiro - Qwest Field | 22 de janeiro - Qwest Field | 22 de janeiro - Qwest Field |                                            |                                            |                                            |  |  |  |  |
|  |                                      |                                      |                                      | 2              | Chicago        | 21                            |                                            |                               | 22 de janeiro - Qwest Field | 22 de janeiro - Qwest Field | 22 de janeiro - Qwest Field |                                            |                                            |                                            |  |  |  |  |
|  | NFC                                  |                                      |                                      |                |                |                               |                                            |                               | 22 de janeiro - Qwest Field | 22 de janeiro - Qwest Field | 22 de janeiro - Qwest Field |                                            |                                            |                                            |  |  |  |  |
|  | 7 de janeiro - Raymond James Stadium | 7 de janeiro - Raymond James Stadium | 7 de janeiro - Raymond James Stadium | 5              | Carolina       | 14                            |                                            |                               |                             |                             |                             |                                            |                                            |                                            |  |  |  |  |
|  | 7 de janeiro - Raymond James Stadium | 7 de janeiro - Raymond James Stadium | 7 de janeiro - Raymond James Stadium | 5              | Carolina       | 14                            | 14 de janeiro - Qwest Field                |                               |                             |                             |                             |                                            |                                            |                                            |  |  |  |  |
|  | 7 de janeiro - Raymond James Stadium | 7 de janeiro - Raymond James Stadium | 7 de janeiro - Raymond James Stadium |                | 1              | Seattle                       | 34                                         |                               |                             |                             |                             |                                            |                                            |                                            |  |  |  |  |
|  | 7 de janeiro - Raymond James Stadium | 7 de janeiro - Raymond James Stadium | 7 de janeiro - Raymond James Stadium |                | 1              | Seattle                       | 34                                         |                               |                             |                             |                             |                                            |                                            |                                            |  |  |  |  |
|  | 6                                    | Washington                           | 17                                   | Campeão da NFC | Campeão da NFC | Campeão da NFC                |                                            |                               |                             |                             |                             |                                            |                                            |                                            |  |  |  |  |
|  | 6                                    | Washington                           | 17                                   | Campeão da NFC | Campeão da NFC | Campeão da NFC                | 6                                          | Washington                    | 10                          |                             |                             |                                            |                                            |                                            |  |  |  |  |
|  | 3                                    | Tampa Bay                            | 10                                   | Campeão da NFC | Campeão da NFC | Campeão da NFC                | 6                                          | Washington                    | 10                          |                             |                             | 5 de fevereiro - Ford Field                | 5 de fevereiro - Ford Field                | 5 de fevereiro - Ford Field                |  |  |  |  |
|  | 3                                    | Tampa Bay                            | 10                                   | Campeão da NFC | Campeão da NFC | Campeão da NFC                | 1                                          | Seattle                       | 20                          |                             |                             | 5 de fevereiro - Ford Field                | 5 de fevereiro - Ford Field                | 5 de fevereiro - Ford Field                |  |  |  |  |
|  | Playoffs de Wild Card                |                                      |                                      |                |                |                               | 1                                          | Seattle                       | 20                          |                             |                             | 5 de fevereiro - Ford Field                | 5 de fevereiro - Ford Field                | 5 de fevereiro - Ford Field                |  |  |  |  |
|  | Playoffs de Divisão                  |                                      |                                      |                |                |                               |                                            |                               |                             |                             |                             | 5 de fevereiro - Ford Field                | 5 de fevereiro - Ford Field                | 5 de fevereiro - Ford Field                |  |  |  |  |
|  | 8 de janeiro - Paul Brown Stadium    | 8 de janeiro - Paul Brown Stadium    | 8 de janeiro - Paul Brown Stadium    | N1             | Seattle        | 10                            |                                            |                               |                             |                             |                             |                                            |                                            |                                            |  |  |  |  |
|  | 8 de janeiro - Paul Brown Stadium    | 8 de janeiro - Paul Brown Stadium    | 8 de janeiro - Paul Brown Stadium    | N1             | Seattle        | 10                            | 15 de janeiro - RCA Dome                   |                               |                             |                             |                             |                                            |                                            |                                            |  |  |  |  |
|  | 8 de janeiro - Paul Brown Stadium    | 8 de janeiro - Paul Brown Stadium    | 8 de janeiro - Paul Brown Stadium    |                | A6             | Pittsburgh                    | 21                                         |                               |                             |                             |                             |                                            |                                            |                                            |  |  |  |  |
|  | 8 de janeiro - Paul Brown Stadium    | 8 de janeiro - Paul Brown Stadium    | 8 de janeiro - Paul Brown Stadium    |                | A6             | Pittsburgh                    | 21                                         |                               |                             |                             |                             |                                            |                                            |                                            |  |  |  |  |
|  | 6                                    | Pittsburgh                           | 31                                   | Super Bowl XL  | Super Bowl XL  | Super Bowl XL                 |                                            |                               |                             |                             |                             |                                            |                                            |                                            |  |  |  |  |
|  | 6                                    | Pittsburgh                           | 31                                   | Super Bowl XL  | Super Bowl XL  | Super Bowl XL                 | 6                                          | Pittsburgh                    | 21                          |                             |                             |                                            |                                            |                                            |  |  |  |  |
|  | 3                                    | Cincinnati                           | 17                                   | Super Bowl XL  | Super Bowl XL  | Super Bowl XL                 | 6                                          | Pittsburgh                    | 21                          |                             |                             | 22 de janeiro - Invesco Field at Mile High | 22 de janeiro - Invesco Field at Mile High | 22 de janeiro - Invesco Field at Mile High |  |  |  |  |
|  | 3                                    | Cincinnati                           | 17                                   | Super Bowl XL  | Super Bowl XL  | Super Bowl XL                 | 1                                          | Indianapolis                  | 18                          |                             |                             | 22 de janeiro - Invesco Field at Mile High | 22 de janeiro - Invesco Field at Mile High | 22 de janeiro - Invesco Field at Mile High |  |  |  |  |
|  |                                      |                                      |                                      |                |                |                               | 1                                          | Indianapolis                  | 18                          |                             |                             | 22 de janeiro - Invesco Field at Mile High | 22 de janeiro - Invesco Field at Mile High | 22 de janeiro - Invesco Field at Mile High |  |  |  |  |
|  | AFC                                  |                                      |                                      |                |                |                               |                                            |                               |                             |                             |                             | 22 de janeiro - Invesco Field at Mile High | 22 de janeiro - Invesco Field at Mile High | 22 de janeiro - Invesco Field at Mile High |  |  |  |  |
|  | 7 de janeiro - Gillette Stadium      | 7 de janeiro - Gillette Stadium      | 7 de janeiro - Gillette Stadium      | 6              | Pittsburgh     | 34                            |                                            |                               |                             |                             |                             |                                            |                                            |                                            |  |  |  |  |
|  | 7 de janeiro - Gillette Stadium      | 7 de janeiro - Gillette Stadium      | 7 de janeiro - Gillette Stadium      | 6              | Pittsburgh     | 34                            | 14 de janeiro - Invesco Field at Mile High |                               |                             |                             |                             |                                            |                                            |                                            |  |  |  |  |
|  | 7 de janeiro - Gillette Stadium      | 7 de janeiro - Gillette Stadium      | 7 de janeiro - Gillette Stadium      |                | 2              | Denver                        | 17                                         |                               |                             |                             |                             |                                            |                                            |                                            |  |  |  |  |
|  | 7 de janeiro - Gillette Stadium      | 7 de janeiro - Gillette Stadium      | 7 de janeiro - Gillette Stadium      |                | 2              | Denver                        | 17                                         |                               |                             |                             |                             |                                            |                                            |                                            |  |  |  |  |
|  | 5                                    | Jacksonville                         | 3                                    | Campeão da AFC | Campeão da AFC | Campeão da AFC                |                                            |                               |                             |                             |                             |                                            |                                            |                                            |  |  |  |  |
|  | 5                                    | Jacksonville                         | 3                                    | Campeão da AFC | Campeão da AFC | Campeão da AFC                | 4                                          | New England                   | 13                          |                             |                             |                                            |                                            |                                            |  |  |  |  |
|  | 4                                    | New England                          | 28                                   | Campeão da AFC | Campeão da AFC | Campeão da AFC                | 4                                          | New England                   | 13                          |                             |                             |                                            |                                            |                                            |  |  |  |  |
|  | 4                                    | New England                          | 28                                   | Campeão da AFC | Campeão da AFC | Campeão da AFC                | 2                                          | Denver                        | 27                          |                             |                             |                                            |                                            |                                            |  |  |  |  |
|  |                                      |                                      |                                      |                |                |                               | 2                                          | Denver                        | 27                          |                             |                             |                                            |                                            |                                            |  |  |  |  |

*Nota: Tampa Bay terminou na terceira posição na NFC's ao invés de N.Y. Giants baseado numa melhor performance dentro da conferência (9-3 contra 8-4).

### AFC
- Jogos de Wild-Card: NEW ENGLAND 28, Jacksonville 3; Pittsburgh 31, CINCINNATI 17
- Playoffs de divisão: DENVER 27, New England 13; Pittsburgh 21, INDIANAPOLIS 18
- AFC Championship: Pittsburgh 34, DENVER 17 no INVESCO Field, Denver, Colorado, 22 de janeiro de 2006

### NFC
- Jogos de Wild-Card: Washington 17, TAMPA BAY 10; Carolina 23, N.Y. GIANTS 0
- Playoffs de divisão: SEATTLE 20, Washington 10; Carolina 29, CHICAGO 21
- NFC Championship: SEATTLE 34, Carolina 14 no Qwest Field, Seattle, Washington 22 de janeiro de 2006

### Super Bowl
- Super Bowl XL: Pittsburgh (AFC) 21, Seattle (NFC) 10 no Ford Field, Detroit, Michigan, 5 de fevereiro de 2006

## Marcas importantes
Os seguintes times e jogadores quebraram recordes da NFL durante esta temporada:
| Recorde                                                                             | Jogador/Time                        | Data/Oponente                     | Antigo recorde                                                             |
| ----------------------------------------------------------------------------------- | ----------------------------------- | --------------------------------- | -------------------------------------------------------------------------- |
| Maior retorno depois de um Field Goal perdido/ Jogada mais longa da história da NFL | Nathan Vasher, Chicago (108 jardas) | 13 de novembro, vs. San Francisco | Chris McAlister, Baltimore vs. Denver, 30 de setembro de 2002 (107 jardas) |
| Maior número de jogos como titular, Carreira                                        | Jeff Feagles, New York Giants       | 27 de novembro, em Seattle        | Jim Marshall, 1960-1979 (282)                                              |
| Maior número de Touchdowns, Temporada                                               | Shaun Alexander, Seattle (28)       | N/A                               | Priest Holmes, Kansas City, 2003 (27)                                      |
| Maior número de Field Goals feitos, Temporada                                       | Neil Rackers, Arizona (40)          | N/A                               | Empatado com outros 2 times (39)                                           |
| Maior número de Field Goals por um Time, Temporada                                  | Arizona (43)                        | N/A                               | Empatado com outros 2 times (39)                                           |

## Lideres em estatísticas na Temporada Regular

### Time
| Pontos marcados                 | Seattle Seahawks (452)       |
| Total de jardas                 | Kansas City Chiefs (6,192)   |
| Jardas terrestres               | Atlanta Falcons (2,546)      |
| Jardas aéreas                   | Arizona Cardinals (4,437)    |
| Menos pontos cedidos            | Chicago Bears (202)          |
| Menos jardas cedidas            | Tampa Bay Buccaneers (4,444) |
| Menos jardas terrestres cedidas | San Diego Chargers (1,349)   |
| Menos jardas aéreas cedidas     | Green Bay Packers (2,680)    |

### Individual
| Pontos                       | Shaun Alexander, Seattle (168 pontos)                                  |
| Touchdowns                   | Shaun Alexander, Seattle (28 TDs) *                                    |
| Mais field goals feitos      | Neil Rackers, Arizona (40 FGs) *                                       |
| Jardas terrestres            | Shaun Alexander, Seattle (1,880 jardas)                                |
| Rating                       | Peyton Manning, Indianapolis (104.1)                                   |
| Passes para touchdown        | Carson Palmer, Cincinnati (32 TDs)                                     |
| Jardas aéreas                | Tom Brady, New England (4,110 jardas)                                  |
| Recepções'                   | Larry Fitzgerald, Arizona e Steve Smith, Carolina (103 recepções)      |
| Jardas recebidas             | Steve Smith, Carolina (1,563 jardas)                                   |
| Jardas por retorno (Punt)    | Reno Mahe, Philadelphia (12.8 jardas de média)                         |
| Jardas por retorno (Kickoff) | Terrence McGee, Buffalo (30.2 jardas de média)                         |
| Interceptações               | Ty Law, New York Jets e Deltha O'Neal, Cincinnati (10)                 |
| Jardas por Punt              | Brian Moorman, Buffalo e Shane Lechler, Oakland (45.7 jardas de média) |
| Sacks                        | Derrick Burgess, Oakland (16)                                          |
| * — Novos recordes da liga.  |                                                                        |

## Prêmios
| Jogador Mais Valioso                                             | Shaun Alexander, Running Back, Seattle                                                 |
| NFL Coach of the Year (Treinador do Ano)                         | Lovie Smith, Chicago                                                                   |
| NFL Offensive Player of the Year                                 | Shaun Alexander, Running Back, Seattle                                                 |
| NFL Defensive Player of the Year (Jogador Defensivo do Ano)      | Brian Urlacher, Linebacker, Chicago                                                    |
| NFL Offensive Rookie of the Year (Novato Ofensivo do Ano)        | Carnell Williams, Running Back, Tampa Bay                                              |
| NFL Defensive Rookie of the Year Award (Novato Defensivo do Ano) | Shawne Merriman, Linebacker, San Diego                                                 |
| NFL Comeback Player of the Year                                  | Tedy Bruschi, Linebacker, New England Steve Smith, Wide Receiver, Carolina (empatados) |

Time All-Pro
| Ataque           | Ataque                                                                      |
| ---------------- | --------------------------------------------------------------------------- |
| Quarterback      | Peyton Manning, Indianapolis                                                |
| Running back     | Shaun Alexander, Seattle Tiki Barber, N.Y. Giants                           |
| Fullback         | Mack Strong, Seattle                                                        |
| Wide receiver    | Steve Smith, Carolina Chad Johnson, Cincinnati                              |
| Tight end        | Antonio Gates, San Diego                                                    |
| Offensive tackle | Walter Jones, Seattle Willie Anderson, Cincinnati                           |
| Offensive guard  | Steve Hutchinson, Seattle Brian Waters, Kansas City Alan Faneca, Pittsburgh |
| Center           | Jeff Saturday, Indianapolis                                                 |

| Defensa            | Defensa                                                 |
| ------------------ | ------------------------------------------------------- |
| Defensive end      | Dwight Freeney, Indianapolis Osi Umenyiora, N.Y. Giants |
| Defensive tackle   | Jamal Williams, San Diego Richard Seymour, New England  |
| Outside linebacker | Lance Briggs, Chicago Derrick Brooks, Tampa Bay         |
| Inside linebacker  | Brian Urlacher, Chicago Al Wilson, Denver               |
| Cornerback         | Champ Bailey, Denver Ronde Barber, Tampa Bay            |
| Safety             | Bob Sanders, Indianapolis Troy Polamalu, Pittsburgh     |

| Kicker        | Neil Rackers, Arizona  |
| Punter        | Brian Moorman, Buffalo |
| Kick returner | Jerome Mathis, Houston |